# Exothea
Exothea es un género con cuatro especies de plantas de flores perteneciente a la familia Sapindaceae. 

## Especies seleccionadas
- Exothea copalillo
- Exothea diphylla
- Exothea oblongifolia
- Exothea paniculata (Juss.) Radlk., denominada en Cuba aicuaje o yaicuaje[1] y gaita[1] en Puerto Rico